# ويليام بار (أستاذ جامعي)
ويليام بار (بالإنجليزية: William Barr)‏ هو أستاذ جامعي ومؤرخ بريطاني، ولد في 1940.